# Śubuk
Śubuk – polski dramat filmowy z 2022 w reżyserii Jacka Lusińskiego. W głównych rolach wystąpili Małgorzata Gorol, Wojciech Dolatowski i Wojciech Krupiński. Film miał premierę 12 września 2022 na Festiwalu Polskich Filmów Fabularnych w Gdyni.

## Fabuła
Młoda dziewczyna, Marysia, niespodziewanie zachodzi w ciążę ze starszym od siebie mężczyzną, który zostawia ją na wieść o tym, że planuje donosić ciążę. Rodzi syna, który zaczyna wykazywać spore różnice w zachowaniu od swoich rówieśników pod względem nawiązywania relacji i zamknięcia w sobie. Po tym jak zostaje on wyrzucony z przedszkola, zdiagnozowany zostaje u niego autyzm. Marysia mierzy się z wszechobecnym niezrozumieniem dotyczącym jego zaburzenia i walczy o możliwość podjęcia dla niego normalnej edukacji.

## Obsada
- Małgorzata Gorol jako Maryśka
- Andrzej Seweryn jako sąsiad Feliks
- Marta Malikowska jako Marta
- Filip Pławiak jako Darek
- Wojciech Dolatowski jako Śubuk w wieku 19 lat
- Wojciech Krupiński jako Śubuk w wieku 7–8 lat
- Aleksandra Konieczna jako dyrektorka liceum
- Anna Krotoska jako doktor Majewska
- Tomasz Drabek jako dyrektor Sobczak
- Natalia Lange jako Monika Gałązka
- Angelika Cegielska jako Dorota Kowal
- Oskar Kawecki jako Śubuk w wieku 3-5 lat
- Mateo Paczkowski jako Śubuk w wieku 1 roku[1]

## Produkcja
Zdjęcia do filmu kręcone były w Przemyślu, Warszawie (m.in. Liceum im. Kopernika), pałacu w Duchnicach oraz w fabryce wódek w Józefowie.

## Nagrody i nominacje
| Nagroda   | Kategoria                                                                        | Wynik     |
| --------- | -------------------------------------------------------------------------------- | --------- |
| Orły      | Najlepsza główna rola kobieca (Małgorzata Gorol)                                 | nominacja |
| Orły      | Najlepsza drugoplanowa rola kobieca (Aleksandra Konieczna)                       | nominacja |
| Orły      | Najlepsza drugoplanowa rola męska (Andrzej Seweryn)                              | wygrana   |
| Orły      | Najlepszy scenariusz (Jacek Lusiński, Szymon Augustyniak)                        | nominacja |
| Orły      | Najlepsze kostiumy (Anna Englert)                                                | nominacja |
| Orły      | Najlepszy dźwięk (Kacper Habisiak, Marcin Kasiński, Tomasz Wieczorek)            | nominacja |
| Złoty Lew | Nagrody Indywidualne - Najlepszy scenariusz (Jacek Lusiński, Szymon Augustyniak) | wygrana   |
| Złoty Lew | Udział w konkursie głównym (Jacek Lusiński)                                      | nominacja |